# Сан Пјетро Валдастико (Виченца)
Сан Пјетро Валдастико (итал. San Pietro Valdastico) је насеље у Италији у округу Виченца, региону Венето.
Према процени из 2011. у насељу је живело 494 становника. Насеље се налази на надморској висини од 396 м.